# 숭림사 영원전
숭림사 영원전(崇林寺 靈源殿)은 전북특별자치도 익산시 웅포면 송천리, 숭림사에 있는 건축물이다. 2017년 12월 29일 익산시의 향토유적 제17호로 지정되었다.

## 지정 사유
익산지역 대표 전통사찰인 숭림사는 우리나라 조선 후기 불교 건축 연구에 중요 자료인 보광전(보물 제825호)이 소재해 있다.
영원전은 1914년 소실로 1925년 인근의 성불암에서 이건 돼 정확한 건축연대는 알 수 없지만 전면 공포가 이익공형식임에도 불구하고 내부에 출목이 있는 특수한 사례로서 건축사적 가치가 크다.

## 같이 보기
- 익산 숭림사 보광전 - 보물 제825호